# Делавер Тауншип (округ Пайк, Пенсільванія)
Делавер Тауншип (англ. Delaware Township) — селище (англ. township) в США, в окрузі Пайк штату Пенсільванія. Населення — 7453 особи (2020).

## Демографія
Згідно з переписом 2010 року, у селищі мешкало 7396 осіб у 2785 домогосподарствах у складі 2040 родин. Було 4207 помешкань
Расовий склад населення:
| - 94,0 % — білих - 2,9 % — чорних або афроамериканців - 0,7 % — азіатів - 0,1 % — корінних американців |

До двох чи більше рас належало 1,5 %. Частка іспаномовних становила 7,0 % від усіх жителів.
За віковим діапазоном населення розподілялося таким чином: 24,2 % — особи молодші 18 років, 64,1 % — особи у віці 18—64 років, 11,7 % — особи у віці 65 років та старші. Медіана віку мешканця становила 41,2 року. На 100 осіб жіночої статі у селищі припадало 102,1 чоловіків;  на 100 жінок у віці від 18 років та старших — 100,2 чоловіків також старших 18 років.
Середній дохід на одне домашнє господарство  становив 69 958 доларів США (медіана — 60 694), а середній дохід на одну сім'ю — 75 700 доларів (медіана — 67 649). Медіана доходів становила 50 697 доларів для чоловіків та 35 300 доларів для жінок. За межею бідності перебувало 13,3 % осіб, у тому числі 20,6 % дітей у віці до 18 років та 10,0 % осіб у віці 65 років та старших.
Цивільне працевлаштоване населення становило 3132 особи. Основні галузі зайнятості: освіта, охорона здоров'я та соціальна допомога — 24,6 %, роздрібна торгівля — 14,5 %, науковці, спеціалісти, менеджери — 11,4 %.